# Ловро Томан
Ловро Томан (словен. Lovro Toman; Камна Горица, 10. август 1827 — 15. август 1870) био је словеначки романтичарски националистички револуционарни активиста током револуције 1848—1849, познат као особа која је у Љубљани, у Вучјој улици 8, први пут у историји подигао словеначку заставу као одговор на подизање немачке заставе на врху Љубљанског града. Касније је помогао у оснивању једне од првих словеначких издавачких кућа, Slovenska matica. Био је словеначки национални конзервативни политичар и члан аустријског парламента. Заједно са Јанезом Блајвајсом и Етбин Хенриком Костом био је део руководства старо словеначке партије.

## Биографија
Рођен је 10. августа 1827. у Камној Горици, у Словенији, у богатој предузетничкој породици. По завршетку класичног лицеја у Љубљани 1845. године, уписао се на Универзитет у Бечу, где је студирао право. Током студентских дана био је под утицајем романтичарских националистичких идеја. Истакао се као политички активиста током револуције 1848—1849.
У априлу 1848. био је међу студентима који су први подигли словеначку заставу у центру Љубљане. Након револуције, наставио је студије и дипломирао на Универзитету у Грацу.
Године 1853. оженио се песникињом Јосипином Урбанчич Турнограјском, која је потицала из једне од најбогатијих породица у Крањској. Њих двоје су живели у Грацу до њене смрти 1854.
Преминуо је 15. августа 1870. у Рондауну, у Аустрији, а сахрањен је у родном селу Камна Горица.

## Политичка каријера
После смрти супруге преселио се у Радовљицу, где је радио као адвокат. Године 1861. изабран је у аустријски парламент. Постао је 1860-их један од најмоћнијих вођа конзервативне старословенске странке, заједно са Јанезом Блајвајсом, Луком Светецом и Етбином Хенрик Костом.
Био је међу најпопуларнијим словеначким политичарима у 19. веку. Познат је по свом полетном темпераменту и по многим јавним функцијама. Између осталог, био је оснивач издавачке куће Slovenska matica и био јој је први председник. Његов огроман утицај у политичком одлучивању словеначког националног покрета је често критикован од стране противника.

## Контроверзе
Године 1867. умешан је у скандал око изградње железничке пруге између Љубљане и Тарвизије. Његови противници су га оптужили да је продао свој глас у корист аустроугарског компромиса, којем се раније противио, како би добио дозволу за изградњу железничке пруге. Ове оптужбе нису потврђене.